# Katharina Ellmauer
Katharina Ellmauer (geboren am 1. August 2000) ist eine ehemalige österreichische Skispringerin.

## Werdegang
Katharina Ellmauer trat ab 2015 in ersten Wettbewerben unter dem Dach der Fédération Internationale de Ski international in Erscheinung und trat zunächst überwiegend im Skisprung-Alpencup und später dann auch im FIS Cup an. Bei den Nordischen Skispielen der OPA 2015 in Seefeld gewann sie im Team gemeinsam mit Lisa Eder und Linda Grabner die Bronzemedaille.
Am 18. August 2017 gab sie in Oberwiesenthal ihr Debüt im Skisprung-Continental-Cup mit einem 34. Platz. Ihre ersten Punkte in dieser Wettbewerbsserie erreichte sie am 15. beziehungsweise 16. September 2018 in Oslo, wo sie einen 28. und einen 23. Platz erreichte. Am Ende der Saison 2018/19 belegte sie den 26. Platz im Gesamt-Continental-Cup.
Am 25. März 2022 gewann sie im US-amerikanischen Lake Placid ein Continental-Cup-Springen, wobei sie ex aequo mit Annika Belshaw auf dem ersten Platz lag. Am darauffolgenden Tag erreichte sie im zweiten Wettbewerb an gleicher Stelle den dritten Platz. Den Gesamt-Continental-Cup 2021/22 schloss sie als Sechste ab.
Nach der Saison 2023/24 gab Ellmauer ihr Karriereende bekannt.

## Erfolge

### Continental-Cup-Siege im Einzel
| Nr. | Datum         | Ort         | Typ           |
| --- | ------------- | ----------- | ------------- |
| 1.  | 25. März 2022 | Lake Placid | Normalschanze |

## Statistik

### Grand-Prix-Platzierungen
| Saison | Platz | Punkte |
| ------ | ----- | ------ |
| 2023   | 46.   | 017    |

### Continental-Cup-Platzierungen
| Saison  | Sommer | Sommer | Winter | Winter | Gesamt | Gesamt |
| Saison  | Platz  | Punkte | Platz  | Punkte | Platz  | Punkte |
| ------- | ------ | ------ | ------ | ------ | ------ | ------ |
| 2018/19 | 027.   | 0011   | 020.   | 0077   | 026.   | 0088   |
| 2019/20 | —      | —      | 024.   | 0058   | 053.   | 0058   |
| 2021/22 | —      | —      | —      | —      | 006.   | 0320   |
| 2022/23 | —      | —      | 005.   | 0223   | 009.   | 0223   |